# Frank-Lorenz Engel

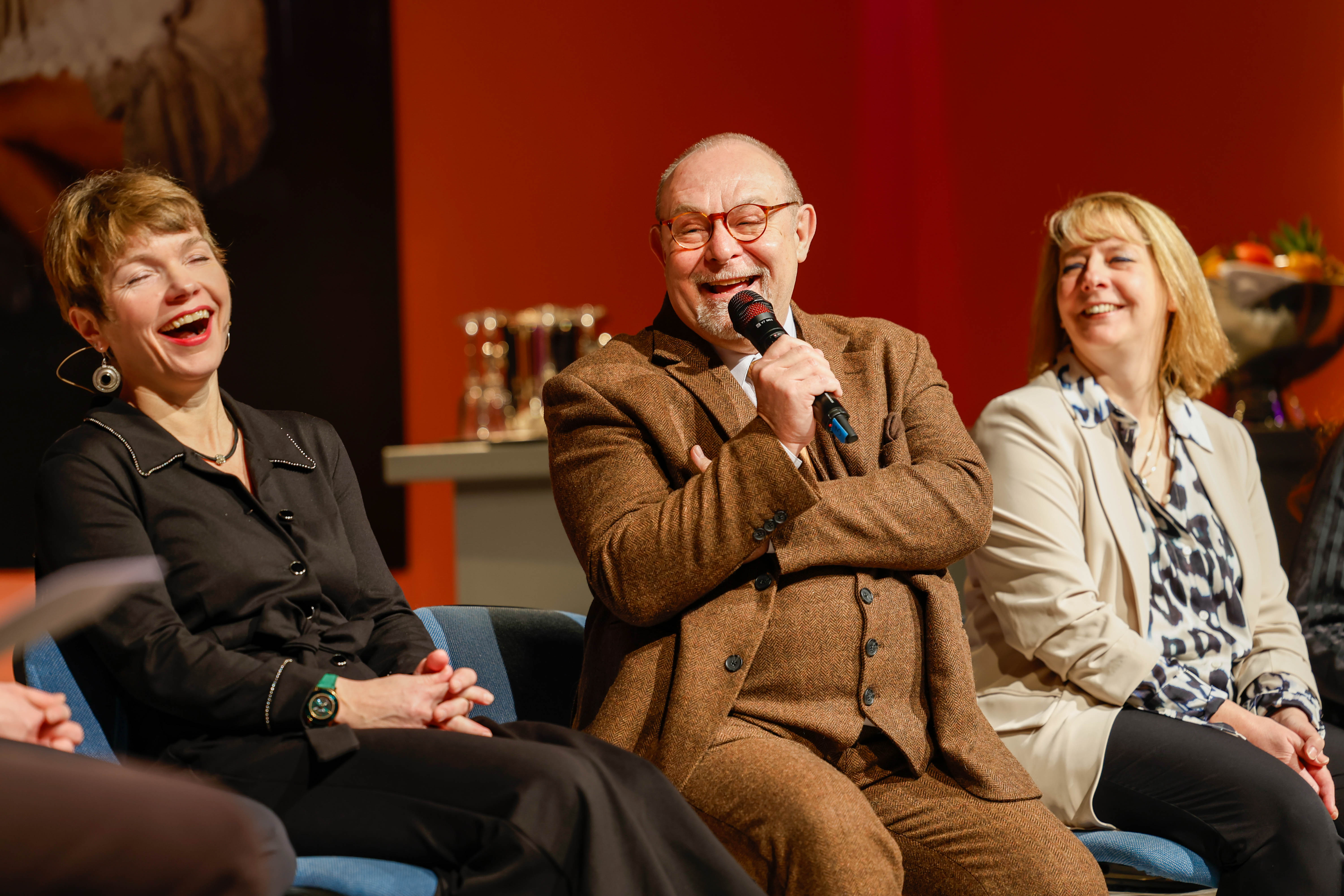
Frank-Lorenz Engel Schlosspark Theater 2024

Frank-Lorenz Engel (* 8. Mai 1961) ist ein deutscher Schauspieler, Regisseur und Synchronsprecher.

## Leben und Werk
Frank-Lorenz Engel wuchs im saarländischen Piesbach im Nalbacher Tal an der Prims auf und machte in Dillingen im Jahr 1980 sein Abitur. Im Jahr 1983 legte er seine Bühnenreifeprüfung (Diplom im Fachbereich Darstellende Kunst) an der Hochschule für Musik und Theater des Saarlandes ab.
In den Jahren 1983 bis 1985 studierte er Soziologie an der Carl v. Ossietzky Universität Oldenburg. Die Disney-Studios besetzten Frank-Lorenz Engel für die Hauptrolle des älteren Simba in dem Trickfilm Der König der Löwen sowie dessen Fortsetzungen Simbas Königreich (1998) und Hakuna Matata (2004). Engel lebt seit 1987 freischaffend in Berlin. Seit 2013 ist Engel Intendant der Brüder-Grimm-Festspiele Hanau.

## Filmografie (Auswahl)
- 1990: Dr. M
- 1994: Die Wache – Übernachtung mit Frühstück
- 1994: Der König der Löwen (Stimme für Simba)
- 1995–1999: Abenteuer mit Timon und Pumbaa (Stimme von Simba)
- 1995: Eine französische Frau (Originaltitel: Une femme française)
- 1998: Hallo, Onkel Doc! – Albert
- 1998: Der König der Löwen 2 – Simbas Königreich (Stimme für Simba)
- 2000: Stundenhotel
- 2002: Joe & Max
- 2002: Tanners letzte Chance (Fernsehfilm)
- 2004: Der König der Löwen 3 – Hakuna Matata (Stimme für Simba)

## Hörbücher (Auswahl)
- 2004: Mary Pope Osborne: im Tal der Dinosaurier, Jumbo Neue Medien, ISBN 978-3-8337-1108-4 (Das magische Baumhaus)
- 2016: Nicolas Campbell: Piraten ahoi!, Jumbo; ISBN 978-3-8337-3567-7
- 2017: Der König der Löwen, der Hörverlag, ISBN 978-3-8445-2573-1 (Romanadaption)
- 2022: Gute-Nacht-Geschichten, der Hörverlag, ISBN 978-3-8445-4710-8